# Општина Неум
Неум је општина на крајњем југу Херцеговине, у саставу Федерације БиХ. Припада Херцеговачко-неретванском кантону. Сједиште општине је у мјесту Неуму.
Општина се налази на подручју туристичке регије јужног Јадрана и представља једини излаз Босне и Херцеговине на Јадранско море. Клима се одликује дугим и топлим љетима и кратком и благом зимом.

## Становништво
По посљедњем службеном попису становништва из 1991. године, општина Неум је имала 4.325 становника, распоређених у 27 насељених мјеста. Послије потписивања Дејтонског споразума Општина Неум је у цјелини ушла у састав Федерације Босне и Херцеговине.
|                      | 2013.          | 1991.          | 1981.          |
| Укупно               | 4 653 (100,0%) | 4 325 (100,0%) | 4 030 (100,0%) |
| Хрвати               | 4 543 (97,64%) | 3 792 (87,68%) | 3 575 (88,71%) |
| Бошњаци              | 63 (1,354%)    | 190 (4,393%)1  | 157 (3,896%)1  |
| Срби                 | 21 (0,451%)    | 207 (4,786%)   | 179 (4,442%)   |
| Неизјашњени          | 7 (0,150%)     | –              | –              |
| Непознато            | 7 (0,150%)     | –              | –              |
| Албанци              | 3 (0,064%)     | –              | 5 (0,124%)     |
| Остали               | 3 (0,064%)     | 46 (1,064%)    | 17 (0,422%)    |
| Југословени          | 2 (0,043%)     | 90 (2,081%)    | 89 (2,208%)    |
| Црногорци            | 2 (0,043%)     | –              | 7 (0,174%)     |
| Босанци              | 1 (0,021%)     | –              | –              |
| Босанци и Херцеговци | 1 (0,021%)     | –              | –              |
| Македонци            | –              | –              | 1 (0,025%)     |

1. 1 На пописима од 1971. до 1991. Бошњаци су пописивани углавном као Муслимани.